# Náousa (ort)
Náousa är en ort i Grekland.   Den ligger i prefekturen Kykladerna och regionen Sydegeiska öarna, i den sydöstra delen av landet, 160 km sydost om huvudstaden Aten. Náousa ligger 28 meter över havet och antalet invånare är 2 596. Den ligger på ön Paros.
Terrängen runt Náousa är platt åt nordost, men åt sydväst är den kuperad. Havet är nära Náousa åt nordost.  Närmaste större samhälle är Naxos, 12,7 km öster om Náousa. Trakten runt Náousa består till största delen av jordbruksmark.